# Veľká nad Ipľom
Veľká nad Ipľom (dříve Velíká nad Ipľom, maďarsky Vilke) je obec na Slovensku v okresu Lučenec. Žije zde 932 obyvatel.

## Pamětihodnosti
- Římskokatolický kostel Všech svatých, jednolodní barokní stavba s půlkruhovým presbytářem a s věží v průčelí z roku 1762. V interiéru se nachází oltářní obraz od Ludvíka Kubányiho s motivem Všech svatých z roku 1888. Kostel prošel obnovou v roce 1896. Fasáda kostela je členěna lizénovým rámováním, na čelní fasádě se nacházejí dvě niky se sochami světců. Věž kostela je dekorována pilastry a zakončená barokní helmicí.
- Do katastrálního území obce zasahuje část přírodní rezervace Dálovský močiar.